# Grèce aux Jeux olympiques d'hiver de 2002
La Grèce participe aux Jeux olympiques d'hiver de 2002 à Salt Lake City.

## Délégation
10 sportifs grecs se sont qualifiés pour ces Jeux et sont engagés dans cinq sports.

## Résultats

### Biathlon
Homme
| Épreuve      | Athlète                | Erreurs | Temps   | Rang |
| ------------ | ---------------------- | ------- | ------- | ---- |
| 10 km sprint | Stavros Khristoforidis | 2       | 31:51.4 | 85   |

| Épreuve | Athlète                | Temps     | Erreurs | Temps ajusté | Rang |
| ------- | ---------------------- | --------- | ------- | ------------ | ---- |
| 20 km   | Stavros Khristoforidis | 1'03:09.5 | 5       | 1'08:09.5    | 85   |

Femme
| Épreuve       | Athlète          | Erreurs | Temps   | Rang |
| ------------- | ---------------- | ------- | ------- | ---- |
| 7.5 km sprint | Despoina Vavatsi | 2       | 27:11.3 | 70   |

| Épreuve | Athlète          | Temps   | Erreurs | Temps ajusté | Rang |
| ------- | ---------------- | ------- | ------- | ------------ | ---- |
| 15 km   | Despoina Vavatsi | 57:39.4 | 7       | 1'04:39.4    | 68   |

### Bobsleigh
Homme
| Traîneau | Athlètes                                | Épreuve    | Manche 1 | Manche 1 | Manche 2 | Manche 2 | Manche 3 | Manche 3 | Manche 4 | Manche 4 | Total   | Total |
| Traîneau | Athlètes                                | Épreuve    | Temps    | Rang     | Temps    | Rang     | Temps    | Rang     | Temps    | Rang     | Temps   | Rang  |
| -------- | --------------------------------------- | ---------- | -------- | -------- | -------- | -------- | -------- | -------- | -------- | -------- | ------- | ----- |
| GRE-1    | John-Andrew Kambanis Ioannis Leivaditis | Bob à deux | 49.03    | 31       | 49.06    | 31       | 49.60    | 32       | 48.97    | 30       | 3:16.66 | 31    |

### Skeleton
Homme
| Athlète           | Manche 1 | Manche 1 | Manche 2 | Manche 2 | Total   | Total |
| Athlète           | Temps    | Rang     | Temps    | Rang     | Temps   | Rang  |
| ----------------- | -------- | -------- | -------- | -------- | ------- | ----- |
| Michael Voudouris | 54.11    | 24       | 54.33    | 23       | 1:48.44 | 23    |

Femme
| Athlète     | Manche 1 | Manche 1 | Manche 2 | Manche 2 | Total   | Total |
| Athlète     | Temps    | Rang     | Temps    | Rang     | Temps   | Rang  |
| ----------- | -------- | -------- | -------- | -------- | ------- | ----- |
| Cindy Ninos | 54.54    | 13       | 54.74    | 13       | 1:49.28 | 13    |

### Ski alpin
Homme
| Athlète              | Épreuve      | Manche 1 | Manche 2 | Total   | Total |
| Athlète              | Épreuve      | Temps    | Temps    | Temps   | Rang  |
| -------------------- | ------------ | -------- | -------- | ------- | ----- |
| Vassílis Dimitriádis | Super-G      |          |          | DNF     | –     |
| Vassílis Dimitriádis | Slalom Géant | 1:19.30  | 1:16.85  | 2:36.15 | 43    |
| Vassílis Dimitriádis | Slalom       | 55.24    | DSQ      | DSQ     | –     |

Femme
| Athlète            | Épreuve | Manche 1 | Manche 2 | Total   | Total |
| Athlète            | Épreuve | Temps    | Temps    | Temps   | Rang  |
| ------------------ | ------- | -------- | -------- | ------- | ----- |
| Konstantina Koutra | Slalom  | 1:09.19  | 1:09.41  | 2:18.60 | 37    |